# 村林裕
村林 裕（むらばやし ゆたか、1953年9月8日 - ）は、日本の実業家。東京フットボールクラブの元代表取締役社長。

## 来歴
東京都品川区出身。「サラリーマン家庭（本人談）」に生まれる。慶應義塾幼稚舎、慶應義塾普通部、慶應義塾高等学校を経て、慶應義塾大学商学部に進学。1976年に同大学を卒業し東京ガス株式会社に入社。入社時には工場勤めを希望していたが神奈川県大船の事業所に配属され、単身赴任で働く現場作業員800人の寮長役として昼夜駆け回った。社内運動会のチーム作りや大学時代応援指導部にいた経験を活かし都市対抗野球大会に向けての応援団編成（自身は応援団長を務めた）といった事業所間の調整が必要な仕事を任されていき、目上・年上問わず社内での顔を広げていった。
ニューヨークのブルックリン・ユニオンガス（現キースパン）社への研修、東京ガスハウジング（現 東京ガスリモデリング）社及びリビング・デザインセンター社への出向、さらに1993年にはサー・テレンス・コンランに見込まれザ・コンランショップを新宿の東京ガスパークタワーに誘致するなど方々で活躍。
1997年7月、同社のJリーグクラブ設立準備事務局長に就任。村林を「アイデア豊富で、地域のいろんな人と本音の付き合いができる熱意と個性を持っている」と評する鳥原光憲のたっての希望が通っての異動だった。東京フットボールクラブ株式会社設立に携わり、1998年10月の同社設立と同時に常務取締役として出向。Jリーグ加盟を果たした。以後も「背広組の顔」として尽力。2002年にはワールドカップ宮城会場のベニューコーディネーターを兼務。ワールドカップ日本組織委員会（JAWOC）にはFC東京から14名を出向させた。
2004年からは専務取締役に昇格するも、2005年7月に東京ダービーで起きた傷害事件の責任をとって常務に降格している。その後再び専務に戻り、さらに慶應義塾大学の教授（スポーツビジネス専攻）を兼務、FC東京バレーボールチームの部長も務めた。
2008年、代表取締役社長に就任。後発クラブだったFC東京を観客動員数第3位（2004年-2009年実績）まで躍進させたものの、観客動員数や年間チケット購入者数で横這いを見せ始めたことから2011年1月をもって退任した。
2013年、一般社団法人アリーナスポーツ協議会の代表理事に就いた。
2013年より日本ハンドボール協会理事、2016年から日本ハンドボールリーグ委員長を兼務。
2022年8月より東京23FCのクラブオフィサーに就任した。

## 人物
- 中学生時には慶應義塾普通部[1]サッカー部でスウィーパーを務めていた。神奈川県ベスト4になったことがある[17]。
- 大学では応援指導部のキャプテンを務めた。2009年度からはOB会の会長に就任。後輩に長島昭久[18]、花咲宏基[19]など。
- 2009年のナビスコカップ優勝報告会でFC東京サポーターからの求めに応じて勝利パフォーマンスをするなど[20]、ひょうきんな一面もあり「ムラバー」の愛称で呼ばれる。

## 関連記事
- 『グローバル化するスポーツとメディア、ビジネス（第3章 J1から世界のFC東京へ）』 創文企画 2006年2月 編著：早川武彦　ISBN 4921164398
- 『愛するサッカーを仕事にする本』88-90頁 アスペクト 2008年7月 ISBN 4757215312

- 日本経済新聞 2010年4月28日 『フットボールの熱源』
- 週刊東洋経済 2010年4月10日号 『Jリーグ1の名物社長は東京ガスの“応援団長”』ASIN B003CPX24G
- 朝日新聞朝刊（東京版）2010年3月3日
- 日本経済新聞2010年2月19日 『交遊抄』
- 週刊サッカーダイジェスト2009年7月14日号 『クラブトップもMoving』
- 毎日新聞 2009年2月13日 『逆風の中で 第2部 企業とスポーツ 「地域密着」次の段階へ』
- 東京新聞 2008年11月 『わが街わが友』
- エル・ゴラッソ 2008年3月26日
- 日本経済新聞 2008年2月13日 『フットボールの熱源』
- 週刊サッカーダイジェスト2008年1月8日,15日合併号『村林裕専務が語る「FC東京再建計画」』
- 日刊ゲンダイ 2007年4月21日 『【Jリーグトップを直撃】FC東京・村林裕専務取締役』
- スポーツニッポン 2006年12月1日 『J発足15年・百年計画序章』
- 日本経済新聞 2005年11月30日 『TOKYO進化びと サッカー"素人"にも面白く』
- 毎日新聞夕刊 2005年9月19日 『ひと 慶大教授のJリーグFC東京常務「こぢんまりとせず未知の世界に出てほしい」』